# Тафт, Свейн
Свейн Тафт (англ. Svein Tuft; род. 9 мая 1977, Лэнгли, Канада) — канадский профессиональный шоссейный велогонщик, выступающий c 2012 года за команду Mitchelton-Scott. Серебряный призёр в гонке с раздельным стартом на Чемпионате мира 2008 года в итальянском Варесе. Трёхкратный призёр Чемпионатов мира в командной гонке. Одиннадцатикратный Чемпион Канады в индивидуальных и групповых гонках. 

## Карьера
Первая велосипедная гонка, в которой Свейт Тафт принял участие - это чемпионат Британской Колумбии в 1999 году. Успехи в серевероамериканских гонках, в том числе победа на чемпионате Канады в гонке с раздельным стартом, привели к подписанию контракта с командой Symmetrics. В её составе он ещё трижды становился чемпионом своей страны. Участвовал в Олимпийских Играх 2008 года в Пекине, в индивидуальной гонке на время показал седьмой результат.
Широкая известность в кругах болельщиков пришла к канадцу во время чемпионата мира по шоссейным велогонкам 2008 года в итальянском Варесе. Свейн финишировал вторым, уступив только немцу Берту Грабшу, при том, что на последних пяти километрох канадец ехал со спущенным колесом.
В 2009 году он перешёл в американскую команду Garmin-Slipstream. В её составе ещё два раза становился чемпионом Канады в разделке.
В 2011 году собирался подписать контракт с австралийской командой Pegasus, однако из-за спонсорских проблем она так и не получала профессиональную лицензию. Свейн  провел год в SpiderTech-C10, в составе которой выиграл титул чемпиона канады в групповой гонке и разделке.
С сезона 2012 года выступает в австралийской команде GreenEDGE. В этот год в её составе стал бронзовым призёром чемпионата мира в Валькенбурге в командной гонке на время.
В начале 2013 года Свейн выиграл гонку с раздельным стартом на Тур Даун Андер. На самой престижной велогонке Тур де Франс,  вместе с командой занял первое место в командной гонке на время и отметился званием "красного фонаря", которое вручается спортсмену, занявшему последнее место в генеральной классификации Большой Петли. А на проходившем в сентябре чемпионате мира во Флоренции завоевал серебряную медаль в командной гонке на время.
Джиро д’Италия 2014 года стартовала командной гонкой в североирландском Белфасте в день 37-летия канадца. Первым финишную черту в команде-победительнице GreenEDGE пересек Тафт, что позволило ему на один день получить розовую майку лидера гонки. В июне 2014 стал абсолютным чемпионом Канады (победил в групповой гонке и в гонке с раздельным стартом).

## Личная жизнь
Свейн Тафт - внук Арне Тафта, норвежского лыжника, участника Зимних Олимпийских Игр 1932 и 1936 годов.

## Достижения

### Олимпийские игры
| Соревнование | Индивидуальная гонка | Групповая гонка |
| ------------ | -------------------- | --------------- |
| 2008 Пекин   | 7                    | 58              |

### Чемпионаты мира
| Соревнование         | 2004 | 2005 | 2006 | 2007 | 2008 | 2009 | 2010 | 2011 | 2012 | 2013 | 2014 | 2015 | 2016 |
| -------------------- | ---- | ---- | ---- | ---- | ---- | ---- | ---- | ---- | ---- | ---- | ---- | ---- | ---- |
| Индивидуальная гонка | 32   | —    | 28   | 30   | 2    | 14   | 26   | 13   | 12   | —    | 28   | —    | —    |
| Групповая гонка      | —    | —    | —    | DNF  | —    | DNF  | 85   | 139  | DNF  | —    | —    | —    | —    |
| Командная гонка      | —    | —    | —    | —    | —    | —    | —    | —    | 3    | 2    | 2    | 4    | 3    |

### Главные победы
2004
1-й  Чемпионат Канады в индивидуальной гонке
2005
1-й  Чемпионат Канады в индивидуальной гонке
2006
1-й  Чемпионат Канады в индивидуальной гонке
2007
1-й — UCI America Tour
1-й — Вуэльта Кубы
1-й на этапе 1 —  Редлендс Классик
1-й — U.S. Open Cycling Championships
2-й — Tour de Beauce
2008
1-й  Чемпионат Канады в индивидуальной гонке
1-й  — Tour de Beauce
1-й на этапе 4а
2-й — Чемпионат мира в индивидуальной гонке
3-й — Тур Миссури
7-й — Олимпийские игры в индивидуальной гонке
2009
1-й  Чемпионат Канады в индивидуальной гонке
4-й — Herald Sun Tour
2010
1-й  Чемпионат Канады в индивидуальной гонке
2-й — Тур Дании
1-й на этапе 5 (ITT)
5-й — Энеко Тур
1-й в Прологе (ITT)
2011
1-й  Чемпионат Канады в индивидуальной гонке
1-й  Чемпионат Канады в групповой гонке
1-й — Grote Prijs Stad Zottegem
3-й — Tour de Beauce
1-й на этапах 4(ITT) и 6
2012
1-й  Чемпионат Канады в индивидуальной гонке
1-й — Дуо Норман (c Люк Дарбридж)
1-й на этапе 1 (ТТТ) — Тиррено — Адриатико
3-й — Чемпионат мира в командной гонке
4-й — Три дня Де-Панне
4-й — Tour de Beauce
1-й на этапе 4 (ITT)
7-й — Энеко Тур
1-й на этапах 2(ТТТ) и 6 (ITT)
2013
1-й — Дуо Норман (c Люк Дарбридж)
1-й на этапа 4(ТТТ) — Тур де Франс
1-й на этапе 4(ITT) — Тур Сан-Луиса
1-й на этапе 1(ITT) — Тур Словении
2-й — Чемпионат мира в командной гонке
2014
1-й  Чемпионат Канады в индивидуальной гонке
1-й  Чемпионат Канады в групповой гонке
Джиро д’Италия
1-й на этапе 1(ТТТ)
 майка лидера в течение 1-го дня
2-й — Чемпионат мира в командной гонке
2-й — Tour du Poitou-Charentes
4-й в индивидуальной гонке на Играх Содружества
2015
4-й — Чемпионат мира в командной гонке
2016
1-й — Дуо Норман (c Люк Дарбридж)
3-й — Чемпионат мира в командной гонке
3-й — Чемпионат Канады в индивидуальной гонке
2017
1-й  Чемпионат Канады в индивидуальной гонке

## Статистика выступлений наГранд Турах
- Тур де Франс
  - Участие:3
    - 2013: 169; Лантерн руж; Победа на этапе 4 (ТТТ)
    - 2014: 131
    - 2015: 159

- Джиро д'Италия
  - Участие:5
    - 2010: 125
    - 2012: 148
    - 2013: 154
    - 2014: 155; Победа на этапе 1 (ТТТ);  майка лидера в течение 1-го дня
    - 2016: 146

- Вуэльта Испании
  - Участие:2
    - 2009: сход на этапе 15
    - 2016: 158